# 842 Kerstin
842 Kerstin eller 1916 AM är en asteroid i huvudbältet, som upptäcktes 1 oktober 1916 av den tyske astronomen Max Wolf i Heidelberg.
Asteroiden har en diameter på ungefär 43 kilometer.